# Cedar Park

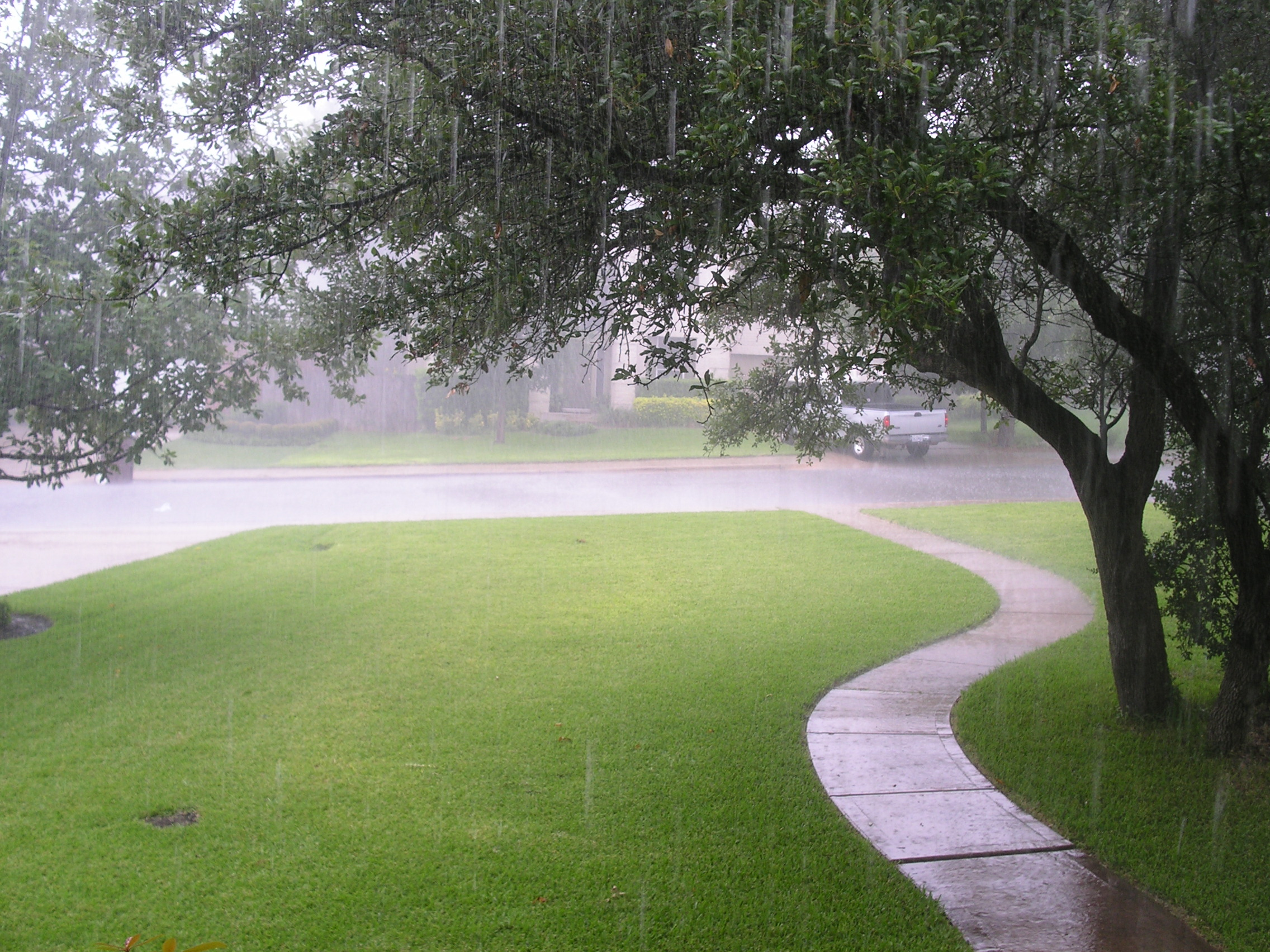
Fotografie ulice Cortez Drive v Cedar Parku pořízená za deště.

Cedar Park je město v Texasu v USA.

## Historie
Stejně jako mnoho jiných měst v Texasu byl Cedar Park založen na konci 19. století a za svůj růst vděčí rozvoji železnice. V roce 1881 byla úzká trať spojující Austin a Burnet použita k dopravě žuly na přestavbu kapitolu a vytvoření stálé zástavby na území dnešního Cedar Parku, která bylo po úředníkovi železniční společnosti nazvána Brueggerhoff.
Tato oblast byla také známá pod označením Running Brushy díky velmi mokrým jarům.
V roce 1973 bylo při hloubení základů silnice F.M. 1431 objeveno prehistorické sídliště 6 mil (cca 10 km) východně od Cedar Parku. Postupně bylo odkryto celé sídliště s více než 150 ohništi a v roce 1982 archeologové objevili kostru ženy starou přibližně 10 až 13 000 let, které se říká Leanderthal Lady'.
Roku 1973 se město připojilo k Austinu a expandovalo paralelně s ním na severozápad podél silnice U.S. 183.

## Geografická fakta
- Město leží na 30° 30' 24" severní šířky a 97° 49' 49" východní délky v části Texasu s názvem Hill Country.
- Populace města velice rychle roste a z 18 521 obyvatele v roce 2001 vzrostla na dnešních 26 049 obyvatel. V roce 2005 bylo pátým nejrychleji rostoucím městem v USA.
- Rozloha města je 44.3 km².